# Saint-Août
Saint-Août település Franciaországban, Indre megyében. Lakosainak száma 817 fő (2022. január 1.). Saint-Août Ambrault, La Berthenoux, Bommiers, Mers-sur-Indre, Montipouret, Saint-Chartier és Sassierges-Saint-Germain községekkel határos.

## Népesség
A település népessége az elmúlt években az alábbi módon változott:
| Lakosok száma | 1062 | 780  | 786  | 845  | 865  | 852  | 836  | 825  | 821  | 817  |
|               | 1968 | 1982 | 1990 | 2006 | 2013 | 2015 | 2017 | 2019 | 2020 | 2022 |